# Маслюки (скетч-шоу)
Маслюки — українське комедійне скетч-шоу, зняте студією «Мамахохотала» та телеканалом «НЛО TV». Прем'єра серіалу відбулась 9 лютого 2015 року на телеканалі «НЛО TV».

## Синопсис
Маслюки є далекими нащадками шляхетного сімейства з колись квітучого села Малі Маслюки. Доля розкидала Маслюків по всій країні, а Боб Маслюк переїхав до США. Десять різних персонажів, які є далекими родичами, живуть своїм життям і проходять через смішні ситуації.

## Персонажі
Головні дійові особи — Маслюки:
- Володимир Маслюк — сільський голова, що мріє стати мером Києва;
- Людмила Семенівна Маслюк — вчителька української мови та літератури, яка постійно перебуває у пошуку великої та світлої любові
- Боб Маслюк — емігрант з України Боб, що підкорює Нью-Йорк;
- Жанна Маслюк — колишня злочинниця Жанна з чоловіком-підкаблучником і сином ботаніком;
- Соломія Маслюк — злостива співробітниця РАГСу, яка заздрить щастю усіх молодят;
- Онуфрій Маслюк — просунутий батюшка, який сповідує за прейскурантом;
- Олена Маслюк — дівчина, яка безнадійно закохана у свого однокурсника Юру;
- Микола Маслюк — нерішучий підліток, якому ніяк не вдається завоювати авторитет серед однолітків;
- Василь Маслюк — конфліктний водій маршрутки;
- Таміла Маслюк — наречена, що раптово набрала вагу напередодні весілля;

## В ролях
- Олег Маслюк — Володя, Людмила Семенівна, Боб, Жанна, Соломія, Олена, Онуфрій, Микола та Василь Маслюки
- Костянтин Данилюк
- Євген Сморигін — Малий (друг Миколи)
- Георгій Жуков — наречений
- Дмитро Соловйов — наречений
- Яна Глущенко — наречена
- Олександр Попов
- Павло Лі
- Олександр Рудько — Юра
- Дмитро Вівчарюк
- Михайло Кукуюк
- Вікторія Булітко — дружина олігарха
- Іван Мелашенко — футболіст